# Sondra finlayensis
Sondra finlayensis là một loài nhện trong họ Salticidae.
Loài này thuộc chi Sondra. Sondra finlayensis được Fred R. Wanless miêu tả năm 1988.